# Flint Castle
Flint Castle (walesiska: Castell y Fflint) är ett slott i Storbritannien.   Det ligger i kommunen Flintshire och riksdelen Wales, i den södra delen av landet, 280 km nordväst om huvudstaden London. Flint Castle ligger 10 meter över havet.
Terrängen runt Flint Castle är lite kuperad. Havet är nära Flint Castle åt nordväst. Runt Flint Castle är det tätbefolkat, med 308 invånare per kvadratkilometer. Närmaste större samhälle är Birkenhead, 17,5 km norr om Flint Castle. Trakten runt Flint Castle består i huvudsak av gräsmarker.